# Musikåret 1859

## Händelser
- 22 januari – Johannes Brahms Pianokonsert nr 1 uruppförs i Hannover.
- 17 februari – Verdis opera Maskeradbalen (Un ballo in maschera) har urpremiär på Teatro Apollo i Rom.
- 19 mars – Charles Gounods opera Faust har urpremiär på Théâtre Lyrique i Paris.
- 11 november – Musikaliska konstföreningen bildas i Sverige.

## Klassisk musik
- Ouvertyr till King Lear av Milij Balakirev[1]

## Födda
- 1 februari – Victor Herbert, irländsk cellist, dirigent och tonsättare.
- 7 februari – Emma Nevada, amerikansk operasångare (sopran).
- 5 april – Wilhelm Harteveld, svensk tonsättare.
- 13 maj – August Enna, dansk tonsättare.
- 22 juni – Frank Heino Damrosch, amerikansk musiker.
- 22 juli – Ellen Sandels, svensk tonsättare och författare.
- 21 september – Otto Lohse, tysk dirigent och tonsättare.
- 24 september – Julius Klengel, tysk cellist och tonsättare.
- 14 oktober – Camille Chevillard, fransk dirigent och tonsättare.
- 19 november – Michail Ippolitov-Ivanov, rysk tonsättare och dirigent.
- 21 december – Max Fiedler, tysk dirigent och kompositör.
- 23 december – Adrian Ross, engelsk librettoförfattare och sångtextförfattare.
- 27 december – William Henry Hadow, en brittisk musikskriftställare.
- 30 december – Josef Bohuslav Foerster, tjeckisk tonsättare.

## Avlidna
- 7 januari – Peter Ferdinand Funck, 70, dansk violinist och tonsättare.
- 14 mars – Nicola Tacchinardi, 86, italiensk operasångare (tenor) och cellist.
- 14 april – Ignaz Bösendorfer, 62, österrikisk pianobyggare.
- 27 maj – Jeanna Åkerman, 60/61, svensk tonsättare och organist.
- 22 oktober – Louis Spohr, 75, tysk tonsättare och violinist.
- 7 november – Carl Gottlieb Reissiger, 61, tysk tonsättare.

### Fotnoter
1. ↑  ”Review of Recording of King Lear Overture”. http://www.recordsinternational.com/archive/RICatalogNov98.html. Läst 21 september 2007.